# Isobel Campbell
Isobel Campbell (27 de abril de 1976) es una cantante escocesa y compositora de música indie y música folclórica.
Campbell fue miembro de Belle and Sebastian desde sus inicios en Glasgow desde 1996 hasta el 2002, cuando dejó la banda por motivos personales. En la banda tocaba el violonchelo. Aunque cantó en algunas canciones, en la mayoría solamente era acompañamiento. Es coautora del éxito "Legal Man".
Después de unirse a una banda llamada The Gentle Waves, en 1999, lanzaron su primer álbum en Jeepster Records, titulad The Green Fields of Foreverland. El segundo álbum de The Gentle Waves fue titulado Swansong For You, y fue lanzado un año después. En el 2002 colaboró con el músico de jazz Bill Wells en una colección de canciones de Billie Holiday.
En el 2003, Campbell lanzó Amorino, su primer trabajo como solista, recibiendo buenas críticas. Bill Wells participó en el álbum, junto con otros músicos de jazz. 
Su siguiente trabajo, Ballad of the Broken Seas, fue lanzado en marzo del 2006 y fue un proyecto colaborativo con Mark Lanegan, cantante de Screaming Trees y Queens of the Stone Age. Por este álbum fue nominada a los Premios de Música Mercury. Campbell realizó luego una gira por el Reino Unido, los Estados Unidos y Canadá.
Su segundo álbum como solista, Milkwhite Sheets, fue lanzado en noviembre de 2006 y continuó la tendencia folk de Ballad of the Broken Seas.
Annie Lennox reclutó a Isobel 
En 2008 se publicó su segundo trabajo con Mark Lanegan, Sunday at Devil Dirt, aunque a diferencia del álbum que editaron juntos en el 2006, en este caso toda la composición corre a cargo de la propia Isobel.

## Discografía

### En solitario
- The Green Fields of Foreverland (1999) (como The Gentle Waves)
- Swansong For You (2000) (como The Gentle Waves)
- Amorino (2003)
- Milkwhite Sheets (2006)
- There Is No Other (2020)
- Bow To Love (2024)

### Con Mark Lanegan
- Ballad of the Broken Seas (2006)
- Sunday At Devil Dirt (2008)
- Hawk (2010)